# تشوش الحس
تشوش الحس (بالإنجليزية: Paresthesia) أو الخدران، هو إحساس غير طبيعي بالجلد (وخز، نخز، قشعرة، حرق، خدر) دون سبب فيسولوجي واضح. قد يكون تشوش الحس عابرا أو مزمنا، وقد يكون له أي من العشرات من الأسباب الكامنة المحتملة. عادة ما يكون تشوش الحس غير مؤلم ويمكن أن يحدث في أي مكان على الجسم، ولكنه يحدث بشكل شائع في الذراعين والساقين.
النوع الأكثر شيوعا من تشوش الحس هو الإحساس المعروف باسم «الدبابيس والإبر» بعد شعور أن الأطراف "تخلد إلى النوم". هنالك نوع من تشوش الحس أقل شهرة وغير شائع هو التنميل، يحاكي الإحساس بالحشرات التي تزحف على الجلد.

## أصل الكلمة
أصل كلمة الخدران (paresthesia) هو لغة يونانية ويعني «شعور غير طبيعي».

## السبب
المرضى الذين يعانون من السكتة الدماغية، أو الجرح الدماغي يمكن أن يشعروا بالتنمل بسبب دمار وتهتك جزء من الجهاز العصبي المركزي لديهم.

### الخدر سريع الزوال
تنمل كل من اليدين، القدمين، الساقين والذراعين شائع بشكل كبير ولكنه عابر أي سريع الزوال، وسببه هو سيالات عصبية لحظية (مؤقتة) وموجهه نحو منطقة محددة من الأعصاب، ويكون سبب هذه السيالات الموجهة على الأغلب الميل والاتكاء على أجزاء محددة من الجسد لفترات طويلة مثل الساقين، ولها أيضًا أسباب أخرى ك متلازمة فرط التنفس (التنفس بسرعة)، والتعرض فجأة ل أحداث قد تخيف الشخص.
القرحة التي تظهر خارج الفم (وليس القرحة داخل الفم) يمكن أن تسبق بالتنمل - وهذه ملحوظة مثيرة للاهتمام وذلك لأن هذه القرحة يتسبب بها فيروس بسيط يسمى فيروس الهربس. ويمكن لهذه الفيروسات أن تسبب تنملا مصاحبا لمرض القوباء المنطقية في الصدر.
وهناك أمثلة شائعة أخرى ومنها: عندما يتعرض عصب معين لضغط مرتفع لفترة معينة، سواء تسبب هذا الضغط بتثبيط عمل هذا العصب أو تحفيزه للعمل، عندما يتم إزالة هذا الضغط عن العصب يؤدي ذلك إلى ظهور وبروز التنمل بشكل تدريجي في ذلك العصب.
التنمل الذي يحدث في القدمين بعد حدوث ما يسمى بالرعشة الجنسية عند بعض الأشخاص قد يكون سببه نقص لحظي (مؤقت) في تدفق الدورة الدموية إلى أطراف الجسم.

### الخدر المزمن (المتكرر)
يعد الخدر المزمن مؤشرا قويا على مشاكل في وظائف عصبون أو فقر الدموية لدى المريض.
عند الأفراد كبار السن، يكون سبب التنمل غالبًا فقر الدورة الدموية في الأطراف (مثل مرض الأوعية الدموية السطحية) والذي يحدث غالبا بسبب تصلب الشرايين، وتراكم الترسبات داخل جدران الشرايين على مدى عقود، والذي يسبب تمزقات للشرايين في نهاية المطاف والتي تؤدي إلى جلطات داخلية في الشرايين، ويقوم الجسم بعلاج هذه التجلطات لاحقا وبالرغم من علاج هذه الجلطات الداخلية الا ان فتحة الشريان تضيق سواء محليا أي داخل الشريان نفسه وفي الفروع الأصغر منه والتي يصب هذا الشريان فيها. وبدون تزويد الخلايا العصبية بكميات كافية ومناسبة من الغذاء والدم، لن تستطيع هذه الخلايا العصبية إرسال سيالاتها العصبية إلى الدماغ بشكل كاف.
وبسبب ذلك فإن التنمل يمكن أن يكون أيضا من الأعراض الدالة على نقص الفيتامينات في الجسم وسوء التغذية أيضًا، فضلا عن اضطرابات التمثيل الغذائي مثل السكري، الغدة الدرقية، وقصور الدريقات، ويمكن أن يكون أيضا أحد أعراض التسمم بالزئبق. تهيج العصب يمكن أن يسببه أيضا التهاب في الأنسجة.
شروط مشتركة مثل التهاب المفاصل الروماتويدي، والتهاب المفاصل الصدفي، ومتلازمة النفق الرسغي هي مصادر شائعة تسبب التنمل. قد يسبب الضغط على الأعصاب الموجودة أسفل الرأس حيث توجد الرقبة والعمود الفقري مشاكل مزمنة وقد يكون سبب هذا الضغط تشنجات العضلات التي قد تكون نتيجة للقلق السريري أو الضغط النفسي المفرط، أو أمراض العظام، وممارسات الرفع الثقيل غير الآمنة أو الصدمات الجسدية. ويمكن أيضا أن يكون سبب التنمل ببساطة عن طريق الضغط على العصب من خلال تطبيق الوزن (أو الضغط) على الأطراف لفترات طويلة من الزمن.
سبب آخر للتنمل أن يكون الضرر، أي اعتلال الأعصاب، والذي في حد ذاته يمكن أن تنجم عن الإصابة أو العدوى مثل قضمه الصقيع أو مرض لايم، أو قد يكون مؤشرا على اضطراب عصبي الحالي.
الاعتلال العصبي: هو أيضًا من الآثار الجانبية لبعض العلاجات الكيميائية (انظر الناجم عن العلاج الكيميائي الاعتلال العصبي المحيطي).
قد يكون انسحاب البنزوديازيبين أيضا يمكن أن يسبب تشوش الحس كما يترك إزالة المخدرات المستقبلات GABA مجردة عارية، وربما تالف. التنمل المزمن يمكن أن يكون أحيانا من أعراض الظروف الخطيرة، مثل هجوم نقص تروية عابرة، أو أمراض المناعة الذاتية مثل التصلب المتعدد أو الذئبة الحمامية الجهازية.
يمكن أن يهاجم مرض الهربس النطقي (القوباء المنطقية) الأعصاب مسببًا التنمل بدلا من الألم فهذا يكون غالبا مرتبطا بمرض القوباء المنطقية، ولكن التقييم التشخيصي من قبل طبيب متخصص ضروري لمعرفة ذلك.
مرض زوال الميالين يمكن أيضًا أن يسبب تقاطعا بين المحاور العصبية المتجاورة والذي يؤدي إلى التنمل. خلال توصيل السيالات العصبية بعض السيالات الشاذة التي تتفلت من المحاور عديمة الميالين يمكن أن تدور خارجا مسببة إزالة الاستقطاب في المحور العصبي المجاور العديم الميالين أيضًا، وبالتالي يصبح هذا المحور شديد الاستثارة.
وهذا يمكن أن يولد سيالات عصبية تتحرك في كلا الاتجاهين على طول المحور العصبي إذا لم يكن أي جزء من هذا المحور العصبي ضمن فترة الجموح، وهذا يصبح خطيرا في حالات التصلب المتعدد ومتلازمة غيلان باريه.

### خدر الأطراف
تنمل الأطراف المؤلم: هو ألم شديد في الأطراف، ويمكن أن يكون سببها مرض فابري، وهو نوع من شحام سينغوي ، كما يمكن أن يكون مؤشرا على نقص نسبة الكالسيوم في الدم.

### طب الأسنان
خدر أو «التخدير المستمر» هو حالة عابرة أو يمكن أن تكون دائمة من الخدران والتنمل تمتد بعد انتهاء تأثير التخدير الموضعي وتخدير الحقن.
تتضمن الأسباب المحتملة الصدمة التي يسببها غلاف العصب خلال تأثير الحقن، ونزيف غلاف العصب، استخدام نوع محدد من التخدير، أو أن تأثير المخدر يحتمل أن يكون ملوثا بالكحول أو محاليل التعقيم.